# Lovas
Lovas è un comune della Croazia di 1 579 abitanti della Regione di Vukovar e della Sirmia.